# Ecpleopodinae
Ecpleopodinae – podrodzina jaszczurek z rodziny okularkowatych (Gymnophthalmidae).

## Podział systematyczny
Do podrodziny należą następujące rodzaje:
- Adercosaurus Myers & Donnelly, 2001 – jedynym przedstawicielem jest Adercosaurus vixadnexus Myers & Donnelly, 2001
- Amapasaurus Cunha, 1970 – jedynym przedstawicielem jest Amapasaurus tetradactylus Cunha, 1970
- Anotosaura Amaral, 1933
- Arthrosaura Boulenger, 1885
- Colobosauroides Cunha, Lima-Verde & Lima, 1991
- Dryadosaura Rodrigues, Freire, Pellegrino & Sites, 2005 – jedynym przedstawicielem jest Dryadosaura nordestina Rodrigues, Freire, Pellegrino & Sites, 2005
- Ecpleopus Duméril & Bibron, 1839 – jedynym przedstawicielem jest Ecpleopus gaudichaudii Duméril & Bibron, 1839
- Kaieteurosaurus Kok, 2005 – jedynym przedstawicielem jest Kaieteurosaurus hindsi Kok, 2005
- Leposoma Spix, 1825
- Loxopholis Cope, 1869
- Marinussaurus Peloso, Pellegrino, Rodrigues & Avila-Pires, 2011 – jedynym przedstawicielem jest Marinussaurus curupira Peloso, Pellegrino, Rodrigues & Avila-Pires, 2011
- Pantepuisaurus Kok, 2009 – jedynym przedstawicielem jest Pantepuisaurus rodriguesi Kok, 2009
- Yanomamia Pellegrino, Brunes, Souza, Laguna, Avila-Pires, Hoogmoed & Rodrigues, 2018